# Hyde Park (Osnabrück)

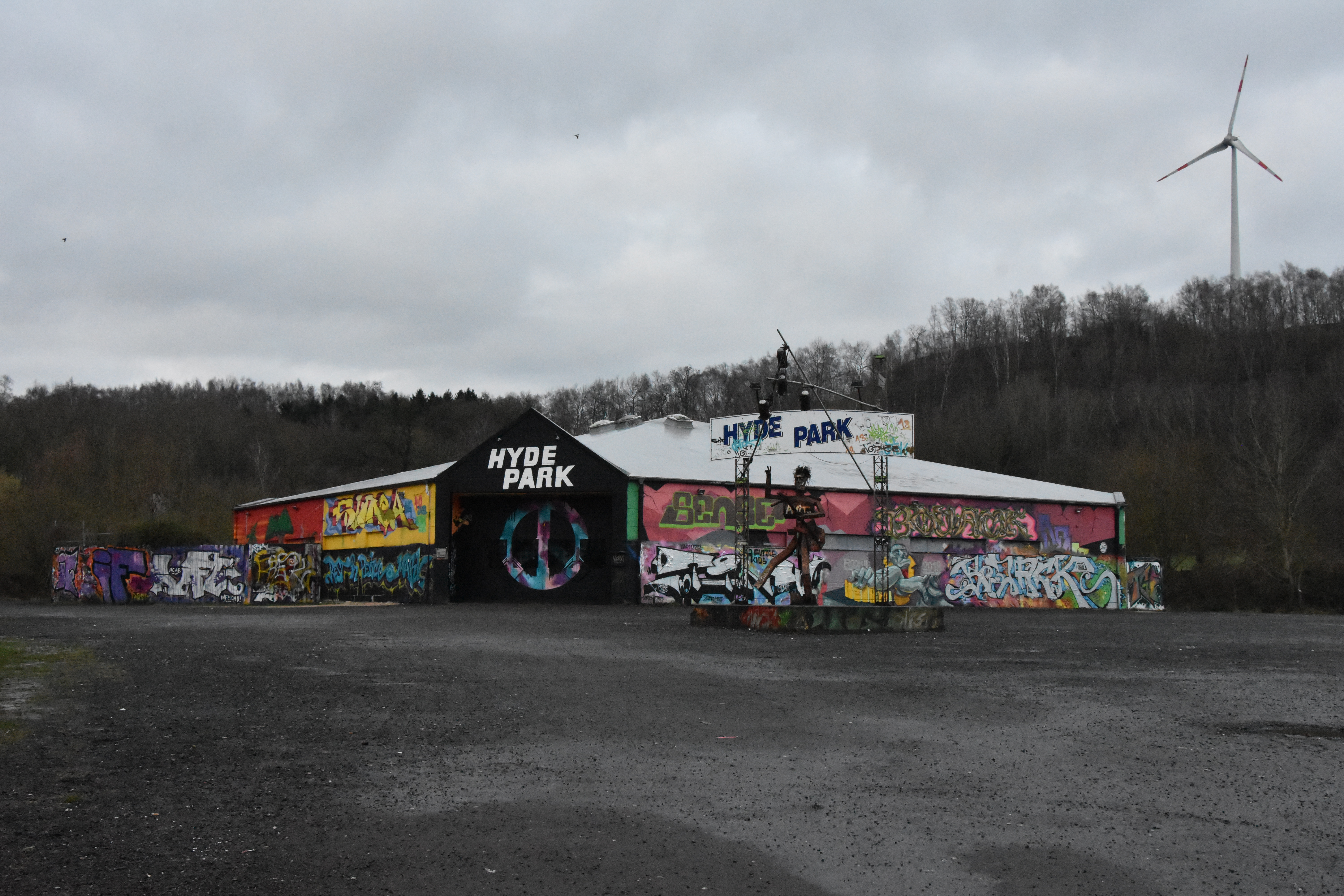
Das Gebäude des Hyde Park am Fürstenauer Weg

Hyde Park heißt ein Musikclub mit Konzert- und Diskothekbetrieb in Osnabrück. Er wurde 1976 in einem vormaligen Ausflugslokal eröffnet und entwickelte sich innerhalb kurzer Zeit zu einem regional bedeutsamen Ort der Sub- und Jugendkultur. Nachdem das ursprüngliche Clubgebäude an der Rheiner Landstraße 1983 geschlossen wurde, befindet sich der jetzige Standort nach drei Umzügen in einem Industriegebiet am Fürstenauer Weg.

## Die Anfänge
1976 pachtete die damals 24-jährige Conny Overbeck das 1907 erbaute Ausflugslokal Schweizerhaus in der Osnabrücker Weststadt, um einen „progressiven Musikladen“ daraus zu machen. Mit einem Konzert der ungarischen Rockgruppe Omega öffnete der Hyde Park am 18. Juni 1976 seine Pforten.
Die Diskothek wurde ein beliebter Anlaufpunkt für so genannte „nicht-konforme Jugendliche“ unterschiedlichster Richtungen im gesamten nordwestdeutschen Raum. Bei vielen Erwachsenen allerdings hatte der Hyde Park den Ruf einer „Drogenhöhle“.
Recht schnell formierte sich Protest von Anwohnern aufgrund erheblicher Lärmbelästigung, vor allem durch den an- und abfahrenden Verkehr. Mit dieser Begründung wollte die Stadtverwaltung die Schließung der Diskothek erwirken. Nach langjährigen juristischen Auseinandersetzungen einigte man sich in einem Vergleich, den Hyde Park an der Rheiner Landstraße am 31. Juli 1983 zu schließen und an geeigneter Stelle wiederzueröffnen.

## Die „Hyde-Park-Krawalle“
Bis zum vereinbarten Termin wurde kein Alternativstandort gefunden. Diese Tatsache in Verbindung mit der durch Presseberichte geschürten Hoffnung, der Betrieb des „Parks“ würde durch die Stadt Osnabrück stillschweigend geduldet werden, führte bei vielen Stammgästen zu Frustration. Anders als etwa bei der Schließung der Scala (Jaguar-Club) in Herford 1981 kam es 1983 in Osnabrück zu Krawallen. Nachdem die Abschlussveranstaltung des Hyde Parks am 31. Juli der Auflage gemäß um 24:00 Uhr beendet worden war, entlud sich die Enttäuschung zahlreicher Gäste in einer Straßenschlacht mit der Polizei, in deren Folge es sogar zur Stürmung des Hyde Park unter Einsatz von Tränengas-Granaten kam. Die Bild-Zeitung titelte damals: „Osnabrück: 1000 Punker – blutige Schlacht“. Auch die Tagesschau berichtete.
In den folgenden Tagen kam es zu weiteren Auseinandersetzungen zwischen aus verschiedenen Teilen Niedersachsens herbeibeorderten Hundertschaften der Polizei und zahlreichen Jugendlichen; so in der Nacht vom 6. auf den 7. August, als eine Demonstration vor dem geschlossenen Hyde Park durch die Polizei unter Einsatz von Schlagstöcken beendet wurde. Die Beamten machten dabei keinen Unterschied zwischen Demonstranten und unbeteiligten Passanten, auch ein Journalist wurde Opfer eines Schlagstockeinsatzes.

## Die verschiedenen Standorte desHyde Parks
Nach einigen Übergangsveranstaltungen in der Halle Gartlage wurde als Provisorium ein Zirkuszelt im Urlager Esch am Fürstenauer Weg errichtet. Wie am früheren Standort machten auch hier viele internationale Rock- und Popgruppen Station. Aufgrund der schlechten Geräuschisolierung kam es aber auch hier zu Anwohnerprotesten. Da kein passendes bestehendes Objekt gefunden werden konnte, wurde an gleicher Stelle ein Holzbau errichtet, welcher der Form eines Zirkuszeltes nachempfunden wurde. Im Jahre 2000 wurde der Pachtvertrag mit der Stadt nicht verlängert, so dass der Hyde Park abermals umziehen musste, nun einige Meter weiter in eine achteckige Stahlbaukonstruktion auf der gegenüberliegenden Straßenseite.
Am 30. November 2000 wurde der neue Standort mit Cradle of Filth und Christian Death als Gastacts eröffneten. Am nächsten Tag fand die erste Disconacht mit Knorkator statt.

## Belege
1. ↑  Interview mit Conny Overbeck auf www.hyde-park-kult.de (Stand: 12. März 2011)
2. ↑  Es war Heroin: Die Spur führt in den Hyde-Park. In: Neue Osnabrücker Zeitung vom 3. November 1979
3. ↑  Ein neues Haus für den „Park“? Der umstrittene Hyde Park schließt zum 1. Juli. In: Neue Osnabrücker Zeitung vom 13. April 1983
4. ↑  Mit Tränengas gegen die Krawallmacher. Brutale Ausschreitungen: Zwei Schutzleute schwer verletzt, in: Neue Osnabrücker Zeitung vom 2. August 1983
5. ↑  Osnabrück: 1000 Punker – blutige Schlacht. In: Bild vom 2. August 1983
6. ↑  Hyde Park Osnabrück Punker-Krawalle 1.8.1983 Tagesschau Fernsehen auf YouTube, abgerufen am 6. März 2022.
7. ↑  Thomas Wübker: Vor 40 Jahren knüppelte die Polizei Jugendliche in Osnabrück nieder. In: noz.de. 6. August 2023, abgerufen am 7. August 2023.
8. ↑  Die Odyssee einer Kult-Diskothek. Oft tot gesagt und dennoch lebendig: Hyde Park ist Magnet für Jugendliche. In: Neue Osnabrücker Zeitung vom 13. Juli 2001
9. ↑  Hyde Park öffnet Türen. In: Ibbenbürener Volkszeitung. 23. November 2000, S. 29.

## Film
- Hyde Park – Ein Film von Günter Mey und Günter Wallbrecht, Osnabrück 1988 auf YouTube (Laufzeit: 65 Minuten).